# SZD-14 Jaskółka M
SZD-14 Jaskółka M – polski, jednomiejscowy szybowiec eksperymentalny zaprojektowany w Szybowcowym Zakładzie Doświadczalnym w Bielsku-Białej.

## Historia
Na podstawie drugiego prototypu SZD-8-2 Jaskółka (SP-1223) powstał szybowiec SZD-14 Jaskółka M (nazywany „Motylkiem”), w którym zastosowano usterzenie motylkowe Rudlickiego. Konstruktorem był inż. Władysław Okarmus a projekt prowadził mgr inż. Tadeusz Kostia. Celem eksperymentów było sprawdzenie własności statecznika motylkowego. W związku z tym, tak został on zaprojektowany, żeby można było regulować kąt jego wzniosu.
Szybowiec został oblatany przez Adama Dziurzyńskiego w 23 lipca 1954 r. Próby wypadły pozytywnie, chociaż w jednym z lotów doszło do ukręcenia ogona z usterzeniem i tylko doskonałe opanowanie pilotażu i zimna krew pilota uratowały szybowiec. Na podstawie lotów wykonanych na Jaskółce M stwierdzono, że usterzenie motylkowe daje wiele poważnych korzyści. Opór usterzenia maleje, zmniejsza się bowiem o około 25% wielkość powierzchni oraz redukuje się opór interferencyjny przez zmniejszenie liczby powierzchni z trzech do dwóch. Start w wysokiej trawie jest dużo łatwiejszy i mniej niebezpieczny. Do cech ujemnych zaliczyć trzeba większe obciążenie skręcające tyłu kadłuba oraz bardziej skomplikowany w stosunku do normalnego napęd.
Na „Motylku” poza konkursem startował w II Szybowcowych Mistrzostwach Polski Stanisław Wielgus zajmując w ogólnej punktacji 18 miejsce.

## Konstrukcja
Jednomiejscowy średniopłat o konstrukcji drewnianej o zakrytej kabinie.
Skrzydło dwudzielne, jednodźwigarowe, trapezowe, pokryte w całości sklejką. Lotki szczelinowe, dwudzielne, różnicowe, kryte płótnem. W części przykadłubowej skrzydła znajdują się klapy szczelinowe. Mogą one być blokowane w położeniach odpowiadających wychyleniom 0°, 9°, 17°, 25°. Hamulce aerodynamiczne płytkowe. Na końcu skrzydła kroplowa podpórka.
Kadłub konstrukcji półskorupowej o przekroju owalnym kryty sklejką, a w miejscach powierzchni nierozwijalnych laminatem. Z przodu i dołu kadłuba zamocowano zaczepy przedni i dolny.
Usterzenie motylkowe o konstrukcji drewnianej.
Podwozie składało się ze szczątkowej płozy drewnianej, w okolicy środka ciężkości półschowane kółko służące do startu i lądowania, z tyłu kadłuba znajdowała się metalowa płoza.